# My Name Is Skrillex
My Name Is Skrillex je první EP amerického producenta Skrillexe. Bylo vydáno 7. června 2010 a bylo zdarma ke stažení na Skrillexově MySpace stránce.

## Seznam skladeb
| Pořadí | Název                         | Délka |
| ------ | ----------------------------- | ----- |
| 1.     | My Name Is Skrillex           | 4:31  |
| 2.     | WEEKENDS!!! (feat. Sirah)     | 4:45  |
| 3.     | Fucking Die 1                 | 3:50  |
| 4.     | Fucking Die 2 (€€ Cooper Mix) | 5:37  |
| 5.     | Do da Oliphant                | 3:27  |
| 6.     | With You Friends              | 6:22  |

| Bonusová skladba | Bonusová skladba                     | Bonusová skladba |
| Pořadí           | Název                                | Délka            |
| ---------------- | ------------------------------------ | ---------------- |
| 8.               | My Name Is Skrillex (Skrillex Remix) | 4:46             |